# Orsini

Herb rodu Orsini

Ród Orsini – jeden z największych rodów arystokratycznych średniowiecznej i renesansowej Italii. Członkami rodu było wiele znaczących postaci polityki i religii, między innymi papieże Celestyn III, Mikołaj III i Benedykt XIII, 34 kardynałów Kościoła rzymskiego oraz wielu kondotierów. Ród rządził także w Despotacie Epiru, w latach 1318-1359 (z przerwami), i w Hrabstwie Kefalenii, w latach 1194-1324.
Orsini głosili swe pochodzenie od cesarskiego rodu julijsko-klaudyjskiego. Pierwszym historycznym przedstawicielem rodu był Bobone, XI-wieczny włoski arystokrata osiadły w Rzymie, jego wnuk Giacinto Bobone został wybrany na papieża, jako Celestyn III. Potęga rodu została zbudowana na popieraniu papieskiej polityki i przewodzeniu antycesarskiemu stronnictwu gwelfów.
Wraz z upływem czasu ród podzielił się na kilka gałęzi: hrabiów Pitigliano, San Savino, Anguillara, Tagliacozzo, Oppido, książąt Bracciano i da Gravina, margrabiów Mentany oraz Strozzich. Do dziś przetrwała tylko linia da Gravina.